# 비나리는 고모령 (영화)
"비나리는 고모령"은 1969년 공개된 대한민국의 영화이다.

## 배역
- 김희갑
- 문희
- 박노식